# Герцог Талейран

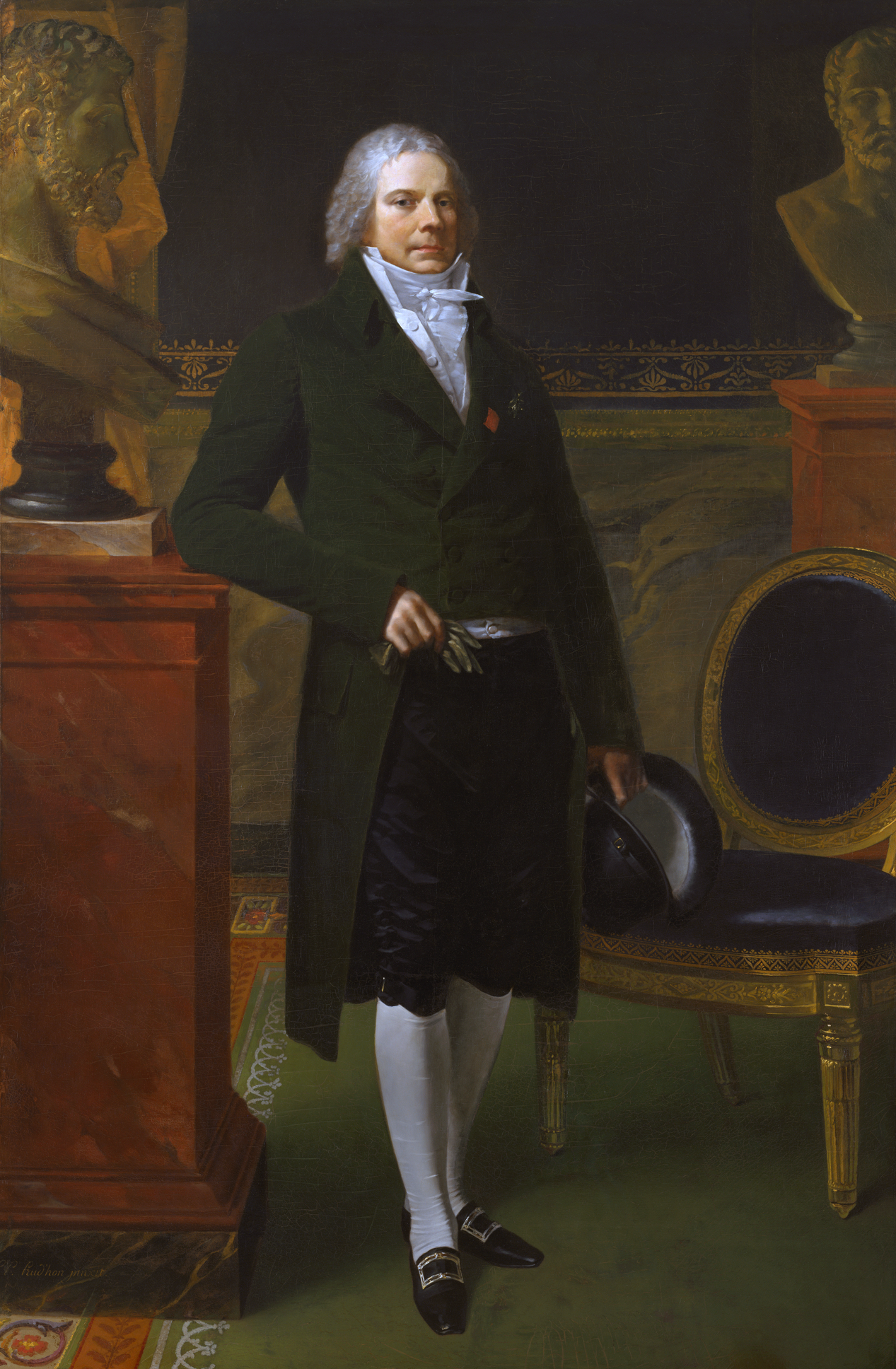
Шарль Морис де Талейран-Перигор, принц де Талейран (1754—1838)

Герцог де Талейран (фр. Duc de Talleyrand) — французский аристократический титул, созданный 4 июня 1814 года королем Франции Людовиком XVIII для государственного деятеля и дипломата Шарля Мориса де Талейрана-Перигора (1754—1838). В качестве министра иностранных дел и
великого камергера при Наполеоне I он получил титул князя Беневенто в 1806 году. В момент поражения Наполеона в 1814 году Талейран способствовал восстановлению на королевском престоле Людовика XVIII и установлению во Франции конституционной монархии. В качестве министра иностранных дел он согласовывал условия Парижского мирного договора, по условиям которого Беневенто вернулось под власть папы римского. В качестве компенсации он получил титул принца де Талейрана и место Палате пэров.
В 1815 году титул был признан наследственным в семье Талейран-Перигор. В 1817 году Эдмон, племянник Шарля Мориса де Талейрана, был признан в качестве наследника своего дяди. В 1818 году была опубликована королевская жалованная грамота, с обещанием создать наследственный майорат в 1821 году.
В 1968 году после смерти бездетного 7-го герцога Талейрана этот титул прервался.

## Список герцогов Талейран
- 1814—1838: Шарль-Морис де Талейран-Перигор (2 февраля 1754 — 17 мая 1838), получил титул принца де Талейрана от Людовика XVIII в 1814 году. 
  - 1817—1838: Аршамбо де Талейран-Перигор (1 сентября 1762 — 18 апреля 1838), младший брат князя Талейрана, который при жизни брата носил титул учтивости герцог де Талейран.
- 1838—1872: Александр-Эдмон де Талейран-Перигор, 2-й герцог Талейран (1 августа 1787 — 14 мая 1872), племянник князя Талейрана, сын Аршамбо де Талейрана и Мадлен-Оливье де Сенозан де Вервилль (1764—1794); также был известен под титулом герцога Дино.
- 1872—1898: Наполеон-Луи де Талейран-Перигор, 3-й герцог Талейран (12 марта 1811 — 21 марта 1898), старший сын Эдмона де Талейрана и Доротеи Курляндской (1793—1862), герцогини де Саган. Был известен как герцог де Валансе.
- 1898—1910: Бозон де Талейран-Перигор, 4-й герцог Талейран[англ.] (16 мая 1832 — 21 февраля 1910), старший сын Наполеона Луи де Талейрана и Анны-Луизы-Шарлотты-Аликс де Монморанси (1810—1858). Известен также как герцог де Саган.
- 1910—1937: Эли де Талейран-Перигор, 5-й герцог Талейран[англ.] (23 августа 1859 — 25 октября 1937), старший сын Бозона де Талейрана; известен как принц де Саган.
- 1937—1952: Бозон де Талейран-Перигор, 6-й герцог Талейран (20 июля 1867 — 9 мая 1952), младший брат предыдущего; известен под титулом герцога де Валансе
- 1952—1968: Эли де Талейран-Перигор, 7-й герцог де Талейран (20 января 1882 — 20 марта 1968), старший сын Аршамбо Анатоля Пауля де Талейран-Перигора (1845—1918), 3-го маркиза де Талейрана, и Марии де Гонто-Бирон (1847—1922), двоюродный брат Бозона Талейрана, 6-го герцога Талейрана. Сначала известен под титулом — маркиз де Талейран.